# 산타 루치아 (노래)
《산타 루치아》(Santa Lucia)는 나폴리의 전통적인 민요이다. 이 곡은 작곡가 테오도로 코트라우가 이탈리아어로 번역하여 1849년 나폴리의 코트라우 회사에서 바르카롤 형식으로 발표했으며 번역된 그 곡이 현재 일반적으로 전해지는 《산타 루치아》이다. 코트라우는 이탈리아 통일 초기에 《산타 루치아》를 나폴리어에서 이탈리아어로 번역했으며 이는 이탈리아어 가사로 번역된 최초의 나폴리 노래라는 점에서도 의의가 있다. 음악 수집가 기욤 루이 코트라우의 아들인 코트라우는 종종 《산타 루치아》의 작곡가로 오해받곤 하는데 다양한 자료를 통해 A. Longo가 1835년에 작곡한 것으로 알려져 있다.
《산타 루치아》의 원래 가사 내용은 나폴리만에 위치한 그림 같은 해안 지역인 보르고 산타 루치아를 기리며, 뱃사공이 시원한 저녁을 더 잘 즐기기 위해 보트를 타고 가자고 권유하는 내용이다.

## 가사

### 나폴리어 가사
Comme se frícceca

la luna chiena!

lo mare ride,

ll'aria è serena...

Vuje che facite

'mmiezo a la via?

Santa Lucia,

Santa Lucia!

(Repeated twice)

Stu viento frisco

fa risciatare:

chi vo' spassarse

jenno pe mmare?

È pronta e lesta

la varca mia

Santa Lucia,

Santa Lucia!

(Repeated twice)

La tènna è posta

pe' fa' 'na cena;

e quanno stace

la panza chiena

non c'è la mínema

melanconia.

Santa Lucia,

Santa Lucia!

(Repeated twice)
- 다음 두 줄은 "이탈리아 미아"(Italia Mia) 웹사이트에 기록된 대로 나폴리어 버전에 포함되어 있다.

Pozzo accostare la varca mia

Santa Lucia, Santa Lucia!

### 이탈리아어 가사
| Italian |
| ------- |
|         |

### 영어 가사
Now 'neath the silver moon Ocean is glowing,

O'er the calm billows, soft winds are blowing.

Here balmy breezes blow, pure joys invite us,

And as we gently row, all things delight us.

Chorus:

Hark, how the sailor's cry joyously echoes nigh:

Santa Lucia, Santa Lucia!

Home of fair Poesy, realm of pure harmony,

Santa Lucia, Santa Lucia!

When o'er the waters light winds are playing,

Thy spell can soothe us, all care allaying.

To thee sweet Napoli, what charms are given,

Where smiles creation, toil blest by heaven.

### 한글 가사
창공에 빛난 별 물 위에 어리어

바람은 고요히 불어오누나

아름다운 동산 행복의 나폴리

산천과 초목들 기다리누나

내 배는 살같이 바다를 지난다

산타 루치아 산타 루치아

정깊은 나라에 행복아 길어라

산타 루치아 산타 루치아